# × Catyclia intermedia
× Catyclia intermedia – gatunek roślin z monotypowego rodzaju × Catyclia z rodziny storczykowatych (Orchidaceae). Gatunek jest endemitem Regionu Południowo-Wschodniego w Brazylii w Ameryce Południowej. Formuła hybrydowa gatunku to Cattleya tereticaulis × Encyclia seidelii.

## Systematyka
Gatunek sklasyfikowany do podplemienia Laeliinae w plemieniu Epidendreae, podrodzina epidendronowe (Epidendroideae), rodzina storczykowate (Orchidaceae), rząd szparagowce (Asparagales) w obrębie roślin jednoliściennych.